# Bundestagswahlkreis Detmold – Lippe
Der Bundestagswahlkreis Detmold – Lippe (bis 1965 Detmold) war von 1949 bis 1980 ein Bundestagswahlkreis in Nordrhein-Westfalen. Zur Bundestagswahl 1980 wurde das Gebiet des Wahlkreises auf die Wahlkreise Lippe I und Höxter – Lippe II aufgeteilt.

## Wahlkreisgeschichte
| Wahl | Wahlkreisname       | Gebietsumfang                                                                    | Direkt gewählt | Partei | Erststimmen |
| ---- | ------------------- | -------------------------------------------------------------------------------- | -------------- | ------ | ----------- |
| 1976 | 105 Detmold – Lippe | Kreis Lippe ohne Kalletal                                                        | Erhard Mahne   | SPD    | 48,2 %      |
| 1972 | 105 Detmold – Lippe | Kreis Detmold, Kreis Lemgo ohne Kalletal                                         | Erhard Mahne   | SPD    | 53,9 %      |
| 1969 | 105 Detmold – Lippe | Kreis Detmold ohne Grevenhagen, Kreis Lemgo, vom Kreis Höxter die Gemeinde Lügde | August Berlin  | SPD    | 50,0 %      |
| 1965 | 105 Detmold – Lippe | Kreis Detmold ohne Grevenhagen, Kreis Lemgo, vom Kreis Höxter die Gemeinde Lügde | August Berlin  | SPD    | 47,3 %      |
| 1961 | 108 Detmold         | Kreis Detmold                                                                    | August Berlin  | SPD    | 44,1 %      |
| 1957 | 108 Detmold         | Kreis Detmold                                                                    | August Berlin  | SPD    | 41,8 %      |
| 1953 | 108 Detmold         | Kreis Detmold                                                                    | August Berlin  | SPD    | 39,0 %      |
| 1949 | 49 Detmold          | Kreis Detmold                                                                    | August Berlin  | SPD    | 33,9 %      |